# La Fausse Livre d'or
Pour plus de détails, voir Fiche technique et Distribution.
La Fausse Livre d'or (en grec moderne : Η κάλπικη λίρα, I kalpiki lira) est un film grec réalisé par Yórgos Tzavéllas et sorti en 1955.
Premier film à sketches du cinéma grec, La Fausse Livre d'or fut le plus grand succès public de Tzavéllas, avec 217 780 entrées en première exclusivité.
Chaque sketch est différent des autres, avec une lumière, une musique, un décor et même un idiome différents. Cependant, l'ensemble forme un tout, afin de présenter une société grecque diverse et complexe mais dont l'unité globale reste intacte malgré les difficultés et traumatismes de l'époque. Tzavéllas voulait faire passer, dans tous ces films, cette idée qu'il n'y avait pas réellement de distinctions de classe en Grèce : il les faisait tous finir dans la réconciliation générale.
En avril 1985, l'Union panhellénique des critiques de cinéma, la PEKK Πανελλήνια Ενωση Κριτικών Κινηματογράφου (Panellinia Enosis Kritikon Kinematographou), le désigna cinquième meilleur film grec de l'histoire.

## Synopsis
Quatre sketches (comédies, mélodrame, comédie romantique) racontés du point de vue d'une fausse pièce d'une livre sterling en or.
Un bijoutier honnête, Anargyros (Vassilis Logothetidis), est obligé de devenir faux-monnayeur à cause de sa fascination pour une femme fatale, madame Fifi (Ilia Livikou). Personne ne veut cependant la lui acheter, tellement elle semble fausse. La pièce passe ensuite à faux aveugle vrai mendiant (Mimis Fotopoulos) qui se dispute le même bout de trottoir avec une prostituée (Sperantza Vrana) puis à une orpheline, Fanitsa (Maria Kalamioti), que son propriétaire, Monsieur Vassilis (Orestis Makris), va expulser. Il accepte cependant la pièce en paiement. Elle finit par être trouvée dans une galette des rois par un artiste pauvre, Pavlos (Dimitris Horn). Il vient d'épouser une riche héritière, Aliki (Elli Lambeti). Le couple fait de la pièce le symbole de leur grand mais bref amour.

## Fiche technique
- Titre : La Fausse Livre d'or
- Titre original : Η κάλπικη λίρα (I kalpiki lira)
- Réalisation : Yórgos Tzavéllas
- Scénario : Yórgos Tzavéllas
- Production : Yórgos Tzavéllas
- Société de production : Anzervos
- Directeur de la photographie : Kostas Theodoridis et Yorgos Tsaoulis
- Montage : Yorgos Tsaoulis
- Direction artistique : Nikis Nikolaïdis
- Musique : Mános Hadjidákis
- Pays d'origine : Grèce
- Genre : comédie romantique, mélodrame, film à sketches
- Format  : noir et blanc
- Durée : 127 minutes
- Date de sortie : 1955

## Distribution
- Vassilis Logothetidis : Anargyros Loumbardopoulos
- Ilia Livikou : Fifi
- Mimis Fotopoulos : Beggar
- Sperantza Vrana : Maria
- Orestis Makris : Vasilis Mavridis
- Dimitris Horn : Pavlos
- Elli Lambeti : Aliki
- Maria Kalamioti : Fanitsa
- Vassílis Avlonítis :
- Dimitris Myrat : le narrateur
- Lavrentis Dianellos : Anastasis
- Giánnis Ioannídis : M. Papadopoulos
- Lela Patrikiou : Evanthia Mavridou
- Giorgos Vlahopoulos : le policier

## Récompenses
Le film fut présenté à la Mostra de Venise, au festival international du film de Karlovy Vary et à celui de Bari.